# Gaio Domizio Destro
Gaio Domizio Destro (in latino: Gaius Domitius Dexter; fl. 183-196) fu un console dell'Impero romano.

## Biografia
Destro fu console suffetto prima del 183, anno in cui era legato della Siria, probabilmente successore dell'imperatore Pertinace.
È possibile che Destro abbia conosciuto in questo periodo il futuro imperatore Settimio Severo, che comandava la Legio IIII Scythica, posta a difesa della provincia. Questa conoscenza spiegherebbe la sua nomina a praefectus urbi nel 193: la carica, già di per sé molto delicata, gli venne concessa in un periodo in cui Severo era lontano da Roma, e dunque mostra come l'imperatore avesse molta fiducia di Destro.
Nel 196 Destro ricevette il particolare onore di rivestire la carica di console per la seconda volta, come console ordinario.